# Kupen (obwód Gabrowo)
Kupen (bułg. Купен) – wieś podlegająca administracyjnie pod obszar wsi Stokite, w środkowej Bułgarii, w obwodzie Gabrowo, w gminie Sewliewo. Według danych Narodowego Instytutu Statystycznego, 31 grudnia 2011 roku wieś liczyła 27 mieszkańców.